# Francis Ysidro Edgeworth
Francis Ysidro Edgeworth, född 8 februari 1845 i Edgeworthstown på Irland, död 13 februari 1926, var en irländsk-brittisk nationalekonom.
Edgeworth blev docent i logik i Oxford och professor i nationalekonomi i London samt var från 1891 professor i det senare ämnet i Oxford. Han tillhörde under sin tid i utpräglad grad den teoretisk-matematiska riktningen inom nationalekonomin och upptog med dessa metoder en stor mängd av de svåraste teoretiska problemen inom sin vetenskap till en mycket skarpsinnig behandling. Bland hans arbeten i bokform märkes Mathematical Psychics (1881). De flesta resultaten av sina studier har han emellertid publicerat i tidskriften Economic journal, som han redigerade från dess uppkomst, 1891.
Edgeworthboxen inom nationalekonomin är uppkallad efter honom.
I tullfrågan ingrep han, liksom de flesta av de brittiska teoretiska nationalekonomerna, på frihandelssidan.
Edgeworth invaldes 1924 som utländsk ledamot av Kungliga Vetenskapsakademien.
Han tilldelades Guymedaljen i guld av Royal Statistical Society 1907.